# Honda Motor Football Club 1987-1988
Questa voce raccoglie le informazioni riguardanti l'Honda Motor Football Club nelle competizioni ufficiali della stagione 1987-1988.

## Stagione
Dopo aver iniziato la stagione giungendo sino alle semifinali di Coppa di Lega (dove fu eliminato dal Nippon Kokan dopo aver estromesso in sequenza Fujitsu e Mitsubishi Heavy Industries, in entrambi i casi con ampie vittorie), l'Honda Motor replicò il rendimento della stagione precedente giungendo tuttavia all'ottavo posto. A metà stagione la squadra disputò la Coppa dell'Imperatore dove, dopo aver superato il primo turno sconfiggendo ai rigori il Fujita, fu sconfitto ai quarti dallo Yomiuri perdendo l'incontro ai rigori.

## Maglie e sponsor
Vengono confermate le divise della stagione precedente, prodotte dall'Asics.
| Manica sinistra · Manica sinistra · Maglietta · Maglietta · Manica destra · Manica destra · Pantaloncini · Calzettoni | Manica sinistra · Manica sinistra · Maglietta · Maglietta · Manica destra · Manica destra · Pantaloncini · Calzettoni |  |

## Rosa
| N. |                     | Ruolo | Calciatore           |
| -- | ------------------- | ----- | -------------------- |
| 1  | Giappone (bandiera) | P     | Masataka Imai        |
| 2  | Giappone (bandiera) | D     | Kazuhito Amma        |
| 3  | Giappone (bandiera) | D     | Toshimitsu Furukoshi |
| 4  | Giappone (bandiera) | C     | Yasuharu Kurata      |
| 6  | Giappone (bandiera) | D     | Toshinori Yato       |
| 7  | Giappone (bandiera) | D     | Mikiya Kanzaki       |
| 8  | Giappone (bandiera) | C     | Toshinobu Katsuya    |
| 10 | Giappone (bandiera) | C     | Takashi Sekizuka     |
| 11 | Giappone (bandiera) | A     | Masanao Sasaki       |
| 12 | Giappone (bandiera) | A     | Shigeru Ando         |
| 13 | Giappone (bandiera) | C     | Tsuyoshi Kitazawa    |
| 14 | Giappone (bandiera) | C     | Matsuichi Yamada     |

| N. |                     | Ruolo | Calciatore       |
| -- | ------------------- | ----- | ---------------- |
| 15 | Giappone (bandiera) | C     | Sugao Kambe      |
| 16 | Giappone (bandiera) | D     | Makoto Hirata    |
| 17 | Giappone (bandiera) | A     | Hisashi Kurosaki |
| 18 | Giappone (bandiera) | D     | Osamu Chiba      |
| 19 | Giappone (bandiera) | A     | Shigemitsu Egawa |
| 20 | Giappone (bandiera) | D     | Takao Nonaka     |
| 22 | Brasile (bandiera)  | C     | Messias          |
| 21 | Giappone (bandiera) | P     | Kenji Yoshida    |
|    | Giappone (bandiera) | P     | Nobuhiro Takeda  |
|    | Giappone (bandiera) | C     | Kunio Kitamura   |
|    | Giappone (bandiera) |       | Shigeaki Araki   |
|    | Brasile (bandiera)  |       | Ferreira         |

## Statistiche

### Statistiche di squadra
| Competizione          | Punti | Totale | Totale | Totale | Totale | Totale | Totale | DR |
| Competizione          | Punti | G      | V      | N      | P      | Gf     | Gs     | DR |
| --------------------- | ----- | ------ | ------ | ------ | ------ | ------ | ------ | -- |
| JSL Division 1        | 20    | 22     | 6      | 8      | 8      | 19     | 22     | -3 |
| JSL Cup               | -     | 3      | 2      | 0      | 1      | 6      | 4      | +2 |
| Coppa dell'Imperatore | -     | 2      | 0      | 2      | 0      | 1      | 1      | 0  |
| Totale                | -     | 27     | 8      | 10     | 9      | 26     | 27     | -1 |